# Municipio de Elk Lake
El municipio de Elk Lake (en inglés: Elk Lake Township) es un municipio ubicado en el condado de Grant en el estado estadounidense de Minnesota. En el año 2010 tenía una población de 281 habitantes y una densidad poblacional de 3,06 personas por km².

## Geografía
El municipio de Elk Lake se encuentra ubicado en las coordenadas 45°53′15″N 95°48′40″O / 45.88750, -95.81111. Según la Oficina del Censo de los Estados Unidos, el municipio tiene una superficie total de 91.87 km², de la cual 83,4 km² corresponden a tierra firme y (9,21 %) 8,46 km² es agua.

## Demografía
Según el censo de 2010, había 281 personas residiendo en el municipio de Elk Lake. La densidad de población era de 3,06 hab./km². De los 281 habitantes, el municipio de Elk Lake estaba compuesto por el 98,93 % blancos, el 0,36 % eran amerindios, el 0,36 % eran asiáticos y el 0,36 % eran de una mezcla de razas. Del total de la población el 0 % eran hispanos o latinos de cualquier raza.